# Ergebnisse der Landtagswahlen in Österreich vor 1934
In den folgenden Listen werden alle Ergebnisse der Landtagswahlen in Österreich vor 1934 zusammenhängend aufgelistet. Die Länder werden in alphabetischer Reihenfolge aufgeführt. In der jeweils ersten Liste werden die Ergebnisse aller Parteien angegeben, die bei wenigstens einer Wahl mindestens 4 Prozent der gültigen Stimmen erreicht haben. In der jeweils zweiten Liste wird die Sitzverteilung dargestellt.

## Hinweise zu einzelnen Parteien

### CS
Die Christlichsoziale Partei (CS) trat unter verschiedenen Namen an:
- in Burgenland: 
  - 1927 EL
  - 1930 Christlichsoziale Partei-Heimwehr
- in Kärnten
  - 1923 und 1927 EL
- in Niederösterreich
- 1927 EL
- in Oberösterreich
  - 1925 und 1927 EL
- in Salzburg
  - 1922 CNW
- in der Steiermark
  - 1927 EL
- in Tirol TVP
- in Wien
  - 1927 EL

### LB
Der Landbund (LB) trat unter verschiedenen Namen an:
- in Burgenland: 
  - 1922 DÖBP
  - 1923 BBB
  - 1930 Nationaler Wirtschaftsblock und Landbund
- in Kärnten
  - 1921 KWG
- in Niederösterreich
  - 1932 zusammen mit GDVP
- in Oberösterreich
  - 1919 DFOP
  - 1925 EL
- in der Steiermark 
  - 1919 SBP
  - 1930 zusammen mit der GDVP
- in Vorarlberg
  - 1919 UBP

### GDVP
Die Großdeutsche Volkspartei (GDVP) trat unter verschiedenen Namen an:
- in Burgenland: 
  - 1923 VGDLB
  - 1927 EL
- in Kärnten
  - 1923 und 1927 EL
- in Niederösterreich
  - 1919 DN
  - 1927 EL
- in Oberösterreich
  - 1919 DFOP
  - 1925 EL
- in Salzburg 
  - 1919 DF
- in der Steiermark
  - 1919 DDP
  - 1927 EL
  - 1930 zusammen mit dem LB
- in Wien
  - 1919 DNL
  - 1927 EL

### NSDAP
Die Nationalsozialisten trat unter verschiedenen Namen an:
- in Kärnten
  - 1921 KWG
  - 1923 DNSAP
  - 1927 VSB
  - 1930 NSDAP
- in Niederösterreich und Vorarlberg als NSDAP
- in Salzburg
  - 1922 CNW
  - 1927 zusammen mit GDVP
  - 1932 NSDAP
- in der Steiermark
  - 1927 EL und Völk.
  - 1930 NSDAP

### HW
Die Heimwehr (HW) trat auch unter Namen Heimatblock (HB) an.

## Länderergebnisse im Einzelnen
Hinweis
Das Feld der Partei, die bei der jeweiligen Wahl die meisten Stimmen bzw. Sitze erhalten hat, ist farblich gekennzeichnet.

### Landtag im Burgenland
Stimmenanteile der Parteien in Prozent
| Jahr | SDAPDÖ | CS   | LB   | GDVP | Übrige |
| ---- | ------ | ---- | ---- | ---- | ------ |
| 1922 | 38,0   | 31,2 | 17,1 | 12,8 | 0,9    |
| 1923 | 38,6   | 37,6 | 19,2 | 2,6  | 2,0    |
| 1927 | 40,7   | 42,6 | 16,6 | EL   | –      |
| 1930 | 37,8   | 42,8 | 16,1 | –    | 3,4    |

Sitzverteilung
| Jahr | Gesamt | SDAPDÖ | CS | BBB | GDVP |
| ---- | ------ | ------ | -- | --- | ---- |
| 1922 | 33     | 13     | 10 | 6   | 4    |
| 1923 | 32     | 12     | 13 | 7   | –    |
| 1927 | 32     | 13     | 14 | 5   | EL   |
| 1930 | 32     | 13     | 14 | 5   |      |

### Landtag in Kärnten
Stimmenanteile der Parteien in Prozent
| Jahr | SDAPDÖ | CS   | LB   | GDVP | KSS | NSDAP | HB  | Übrige |
| ---- | ------ | ---- | ---- | ---- | --- | ----- | --- | ------ |
| 1921 | 42,7   | 18,3 | 20,3 | 11,2 | 7,0 | LB    |     | 0,9    |
| 1923 | 36,7   | 55,0 | EL   | EL   | 5,5 | 2,8   |     | 0,4    |
| 1927 | 36,7   | 26,4 | 26,8 | EL   | 5,6 | 3,0   |     | 1,6    |
| 1930 | 38,7   | 17,4 | 22,2 |      | 5,6 | 6,6   | 8,8 | 0,6    |

Sitzverteilung
| Jahr | Gesamt | SDAPDÖ | CS | LB | GDVP | KSS | NSDAP | HB |
| ---- | ------ | ------ | -- | -- | ---- | --- | ----- | -- |
| 1921 | 42     | 19     | 8  | 9  | 4    | 2   | LB    |    |
| 1923 | 42     | 15     | 24 | EL | EL   | 2   | 1     |    |
| 1927 | 42     | 16     | 11 | 12 | EL   | 2   | 1     |    |
| 1930 | 36     | 15     | 6  | 8  |      | 2   | 2     | 3  |

### Landtag in Niederösterreich
Stimmenanteile der Parteien in Prozent
| Jahr   | SDAPDÖ | CS   | NSDAP | GDVP | PSDČ | Übrige |
| ------ | ------ | ---- | ----- | ---- | ---- | ------ |
| 1919 1 | 46,7   | 36,8 |       | 7,5  | 4,6  | 4,4 2  |
| 1921   | 36,9   | 49,2 | 0,3   | 12,6 |      | 1,3    |
| 1927   | 37,6   | 58,0 | 0,5   | EL   |      | 2,9 3  |
| 1932   | 34,8   | 46,4 | 14,1  | 2,3  |      | 2,6    |

Sitzverteilung
| Jahr | Gesamt | SDAPDÖ | CS | NSDAP | GDVP | PSDČ | Übrige |
| ---- | ------ | ------ | -- | ----- | ---- | ---- | ------ |
| 1919 | 120    | 62     | 47 |       | 7    | 3    | 1 2    |
| 1921 | 60     | 22     | 32 |       | 6    |      |        |
| 1927 | 60     | 21     | 38 |       | EL   |      | 1 3    |
| 1932 | 56     | 20     | 28 | 8     |      |      |        |

### Landtag in Oberösterreich
Stimmenanteile der Parteien in Prozent
| Jahr | SDAPDÖ | CS    | GDVP | HW  | Übrige |
| ---- | ------ | ----- | ---- | --- | ------ |
| 1919 | 28,8   | 51,1  | 20,1 |     |        |
| 1925 | 26,0   | 69,98 | EL   |     | 4,0    |
| 1931 | 26,7   | 55,8  | 7,9  | 4,1 | 3,5    |

Sitzverteilung
| Jahr | Gesamt | SDAPDÖ | CS | GDVP |
| ---- | ------ | ------ | -- | ---- |
| 1919 | 72     | 22     | 38 | 12   |
| 1925 | 60     | 16     | 44 | EL   |
| 1931 | 48     | 15     | 28 | 5    |

### Landtag in Salzburg
Stimmenanteile der Parteien in Prozent
| Jahr | SDAPDÖ | CS   | GDVP | LB  | BB  | HW  | NSDAP | Übrige |
| ---- | ------ | ---- | ---- | --- | --- | --- | ----- | ------ |
| 1919 | 29,7   | 45,4 | 21,3 |     |     |     |       | 3,7 1  |
| 1922 | 34,5   | 56,3 | 9,2  |     |     | CNW |       |        |
| 1927 | 32,1   | 48,0 | 11,5 | 7,0 |     |     | GDVP  | 1,3    |
| 1932 | 25,7   | 37,9 | 1,2  |     | 6,3 | 4,8 | 20,8  | 2,7    |

Sitzverteilung
| Jahr | Gesamt | SDAPDÖ | CS | GDVP | LB | NSDAP | PWP |
| ---- | ------ | ------ | -- | ---- | -- | ----- | --- |
| 1919 | 40     | 12     | 20 | 8    |    |       | 1   |
| 1922 | 28     | 10     | 16 | 2    |    | CNW   |     |
| 1927 | 26     | 9      | 13 | 3    | 1  | GDVP  |     |
| 1932 | 26     | 8      | 12 |      |    | 6     |     |

### Landtag der Steiermark
Stimmenanteile der Parteien in Prozent
| Jahr | SDAPDÖ | CS   | GDVP | LB   | HB   | Ude | Übrige |
| ---- | ------ | ---- | ---- | ---- | ---- | --- | ------ |
| 1919 | 34,3   | 46,5 | 3,4  | 12,7 |      |     | 3,1    |
| 1923 | 34,7   | 45,8 | 7,6  | 11,3 |      |     | 0,6    |
| 1927 | 36,9   | 40,8 | EL   | 16,1 |      | 4,7 | 1,5    |
| 1930 | 34,8   | 32,4 | 16,5 | GDVP | 12,8 |     | 3,5    |

Sitzverteilung
| Jahr | Gesamt | SDAPDÖ | CS | GDVP | LB   | HB | Ude |
| ---- | ------ | ------ | -- | ---- | ---- | -- | --- |
| 1919 | 70     | 24     | 35 | 2    | 9    |    |     |
| 1923 | 70     | 24     | 34 | 4    | 8    |    |     |
| 1927 | 56     | 21     | 24 | EL   | 9    |    | 2   |
| 1930 | 48     | 17     | 17 | 8    | GDVP | 6  |     |

### Landtag in Tirol
Stimmenanteile der Parteien in Prozent
| Jahr | SDAPDÖ | TVP   | GDVP | TAG | BST | Übrige |
| ---- | ------ | ----- | ---- | --- | --- | ------ |
| 1919 | 19,0   | 66,0  | 9,8  |     |     | 5,2 1  |
| 1921 | 21,4   | 64,5  | 11,1 |     |     | 1,6 2  |
| 1925 | 20,03  | 59,8  | 10,6 | 7,5 |     | 2,1    |
| 1929 | 22,6   | 60,05 | 5,4  |     | 7,3 | 4,7    |

Sitzverteilung
| Jahr | Gesamt | SDAPDÖ | TVP | GDVP | TAG | BST | Übrige |
| ---- | ------ | ------ | --- | ---- | --- | --- | ------ |
| 1919 | 56     | 11     | 38  | 6    |     |     | 1      |
| 1921 | 40     | 8      | 27  | 4    |     |     | 1 2    |
| 1925 | 40     | 8      | 25  | 4    | 3   |     |        |
| 1929 | 40     | 9      | 26  | 2    |     | 3   |        |

### Landtag in Vorarlberg
Stimmenanteile der Parteien in Prozent
| Jahr | SDAPDÖ | CS   | GDVP | LB  | NSDAP | Übrige |
| ---- | ------ | ---- | ---- | --- | ----- | ------ |
| 1919 | 18,8   | 62,8 | 10,7 | 3,5 |       | 3,2    |
| 1923 | 17,8   | 63,0 | 9,6  | 9,4 |       | 0,2    |
| 1928 | 21,3   | 59,3 | 8,8  | 9,6 | 0,99  |        |
| 1932 | 15,6   | 56,8 | 6,8  | 7,0 | 10,5  | 3,5    |

Sitzverteilung
| Jahr | Gesamt | SDAPDÖ | CS | GDVP | LB | NSDAP |
| ---- | ------ | ------ | -- | ---- | -- | ----- |
| 1919 | 30     | 5      | 22 | 2    | 1  |       |
| 1923 | 30     | 5      | 21 | 2    | 2  |       |
| 1928 | 30     | 6      | 21 | 1    | 2  |       |
| 1932 | 26     | 4      | 18 | 1    | 1  | 2     |

### Landtag/Gemeinderat in Wien
Stimmenanteile der Parteien in Prozent
| Jahr   | SDAPDÖ | CS   | GDVP | PSDČ | NSDAP | Übrige |
| ------ | ------ | ---- | ---- | ---- | ----- | ------ |
| 1919 1 | 54,2   | 27,1 | 5,4  | 8,4  |       | 4,9 2  |
| 1923   | 55,9   | 33,0 | 4,9  | 0,7  |       | 5,4 3  |
| 1927   | 60,3   | 36,5 | EL   |      |       | 2,5    |
| 1932   | 59,0   | 20,2 |      |      | 17,4  | 3,4    |

Sitzverteilung
| Jahr | Gesamt | SDAPDÖ | CS | GDVP | PSDČ | NSDAP | Übrige |
| ---- | ------ | ------ | -- | ---- | ---- | ----- | ------ |
| 1919 | 165    | 100    | 50 | 2    | 8    |       | 5 2    |
| 1923 | 120    | 78     | 41 |      |      |       | 1 3    |
| 1927 | 120    | 78     | 42 | EL   |      |       |        |
| 1932 | 100    | 66     | 19 |      |      | 15    |        |

## Die besten Wahlergebnisse der wichtigsten Parteien
Hinweis
Die Einheitsliste wird nur zur CS gezählt.

### CS
| Platz | %     | Jahr | Partei | Land (Bundesland) |
| ----- | ----- | ---- | ------ | ----------------- |
| 1     | 69,98 | 1925 | EL     | Oberösterreich    |
| 2     | 66,0  | 1919 | TVP    | Tirol             |
| 3     | 64,5  | 1921 | TVP    | Tirol             |
| 4     | 63,4  | 1919 | CS     | Vorarlberg        |
| 5     | 63,0  | 1923 | CS     | Vorarlberg        |
| 6     | 60,1  | 1929 | TVP    | Tirol             |
| 7     | 59,8  | 1925 | TVP    | Tirol             |
| 8     | 59,3  | 1928 | CS     | Vorarlberg        |
| 9     | 58,0  | 1927 | EL     | Niederösterreich  |
| 10    | 56,8  | 1932 | CS     | Vorarlberg        |

### SDAPDÖ
| Platz | %    | Jahr | Land (Bundesland) |
| ----- | ---- | ---- | ----------------- |
| 1     | 60,3 | 1927 | Wien              |
| 2     | 59,0 | 1932 | Wien              |
| 3     | 55,9 | 1923 | Wien              |
| 4     | 46,7 | 1919 | Niederösterreich  |
| 5     | 42,7 | 1921 | Kärnten           |
| 6     | 40,7 | 1927 | Burgenland        |
| 7     | 38,7 | 1930 | Kärnten           |
| 8     | 38,6 | 1923 | Burgenland        |
| 9     | 38,1 | 1922 | Burgenland        |
| 10    | 37,8 | 1927 | Niederösterreich  |

### GDVP
| Platz | %    | Jahr | Partei | Land (Bundesland) |
| ----- | ---- | ---- | ------ | ----------------- |
| 1     | 21,3 | 1919 | DF     | Salzburg          |
| 2     | 20,1 | 1919 | DFOP   | Oberösterreich    |
| 3     | 16,5 | 1930 | NWB–LB | Steiermark        |
| 4     | 12,8 | 1922 | GDVP   | Burgenland        |
| 5     | 11,2 | 1921 | GDVP   | Kärnten           |
| 6     | 11,5 | 1927 | GDVP   | Salzburg          |
| 7     | 11,1 | 1921 | GDVP   | Tirol             |
| 8     | 1919 | 10,7 | DVP    | Vorarlberg        |
| 9     | 10,6 | 1925 | GDVP   | Tirol             |
| 10    | 09,8 | 1919 | GDVP   | Tirol             |

### LB
| Platz | %    | Jahr | Partei | Land (Bundesland) |
| ----- | ---- | ---- | ------ | ----------------- |
| 1     | 26,8 | 1927 | LB     | Kärnten           |
| 2     | 22,2 | 1930 | LB     | Kärnten           |
| 3     | 20,3 | 1921 | KWG    | Kärnten           |
| 4     | 19,2 | 1923 | BBB    | Burgenland        |
| 5     | 17,1 | 1922 | DÖBP   | Burgenland        |
| 6     | 16,6 | 1927 | LB     | Burgenland        |
| 7     | 16,5 | 1930 | NWB–LB | Steiermark        |
| 8     | 1927 | 16,1 | LB     | Steiermark        |
|       | 1930 | 16,1 | LB     | Burgenland        |
| 10    | 1919 | 12,7 | SBP    | Steiermark        |

## Die besten Wahlergebnisse der übrigen Parteien
| Platz | %    | Jahr | Partei | Land (Bundesland) |
| ----- | ---- | ---- | ------ | ----------------- |
| 1     | 20,8 | 1932 | NSDAP  | Salzburg          |
| 2     | 17,4 | 1932 | NSDAP  | Wien              |
| 3     | 14,1 | 1932 | NSDAP  | Niederösterreich  |
| 4     | 10,5 | 1932 | NSDAP  | Vorarlberg        |
| 5     | 7,5  | 1925 | TAG    | Tirol             |
| 6     | 7,3  | 1929 | BST    | Tirol             |
| 7     | 7,0  | 1921 | KSS    | Kärnten           |

## Die schlechtesten Wahlergebnisse der CS und der SPÖ

### CS
| Platz | %    | Jahr | Partei | Land (Bundesland) |
| ----- | ---- | ---- | ------ | ----------------- |
| 1     | 17,4 | 1930 | CS     | Kärnten           |
| 2     | 18,3 | 1921 | CS     | Kärnten           |
| 3     | 20,2 | 1932 | CS     | Wien              |
| 4     | 26,4 | 1927 | EL     | Kärnten           |
| 5     | 31,2 | 1922 | CS     | Burgenland        |
| 6     | 32,3 | 1930 | CS     | Steiermark        |
| 7     | 33,0 | 1923 | CS     | Wien              |
| 8     | 36,5 | 1927 | CS     | Wien              |
| 9     | 36,8 | 1919 | CS     | Niederösterreich  |
| 10    | 37,6 | 1923 | CS     | Burgenland        |

### SDAPDÖ
| Platz | %      | Jahr | Land (Bundesland) |
| ----- | ------ | ---- | ----------------- |
| 1     | 15,6   | 1932 | Vorarlberg        |
| 2     | 17,8   | 1923 | Vorarlberg        |
| 3     | 18,8   | 1919 | Vorarlberg        |
| 4     | 19,0   | 1919 | Tirol             |
| 5     | 020,03 | 1925 | Tirol             |
| 6     | 21,3   | 1928 | Vorarlberg        |
| 7     | 21,4   | 1921 | Tirol             |
| 8     | 22,6   | 1929 | Tirol             |
| 9     | 25,7   | 1932 | Salzburg          |
| 10    | 26,0   | 1925 | Oberösterreich    |